# Hyderabad Football Club 2019-2020
Questa voce raccoglie le informazioni riguardanti il Hyderabad nelle competizioni ufficiali della stagione 2019-2020.

## Maglie e sponsor
| Casa | Trasferta |

## Organigramma societario

### Staff tecnico
- Albert Roca - Allenatore
- Neil McDonald - Vice allenatore
- Mehrajuddin Wadoo - Vice allenatore
- Aidan Davison - Allenatore portieri

### Cambio di allenatore
| Allenatore in uscita | Fino al         | Allenatore in entrata | A partire dal   |
| -------------------- | --------------- | --------------------- | --------------- |
| Phil Brown           | 11 gennaio 2020 | Albert Roca           | 12 gennaio 2020 |

## Organico

### Rosa
| N. |                        | Ruolo | Calciatore          |
| -- | ---------------------- | ----- | ------------------- |
| 1  | India (bandiera)       | P     | Kamaljit Singh      |
| 3  | India (bandiera)       | D     | Sahil Panwar        |
| 4  | Spagna (bandiera)      | C     | Rafa                |
| 5  | India (bandiera)       | C     | Adil Khan           |
| 6  | Inghilterra (bandiera) | D     | Matthew Kilgallon   |
| 7  | Giamaica (bandiera)    | A     | Giles Barnes        |
| 8  | India (bandiera)       | C     | Sahil Tavora        |
| 9  | Brasile (bandiera)     | A     | Bobô                |
| 10 | Brasile (bandiera)     | C     | Marcelinho          |
| 11 | India (bandiera)       | C     | Abhishek Halder     |
| 12 | India (bandiera)       | C     | Deependra Negi      |
| 13 | India (bandiera)       | D     | Gurtej Singh        |
| 14 | Spagna (bandiera)      | C     | Néstor Gordillo     |
| 15 | Austria (bandiera)     | A     | Marko Stanković     |
| 16 | India (bandiera)       | C     | Shankar Sampingiraj |

| N. |                  | Ruolo | Calciatore           |
| -- | ---------------- | ----- | -------------------- |
| 17 | India (bandiera) | A     | Laldanmawia Ralte    |
| 19 | India (bandiera) | C     | Rohit Kumar          |
| 21 | India (bandiera) | P     | Anuj Kumar           |
| 22 | India (bandiera) | A     | Gani Ahamed Nigam    |
| 23 | India (bandiera) | A     | Robin Singh          |
| 25 | India (bandiera) | A     | Jakob Vanlalhlimpuia |
| 27 | India (bandiera) | C     | Nikhil Poojari       |
| 32 | India (bandiera) | A     | Mohammad Yasir       |
| 33 | India (bandiera) | P     | Laxmikant Kattimani  |
| 34 | India (bandiera) | D     | Tarif Akhand         |
| 44 | India (bandiera) | D     | Asish Rai            |
|    | India (bandiera) | D     | Abhash Thapa         |
|    | India (bandiera) | D     | Keenan Almeida       |
|    | India (bandiera) | C     | Faheem Ali           |

## Calciomercato
| Acquisti | Acquisti             | Acquisti         | Acquisti   |
| R.       | Nome                 | da               | Modalità   |
| -------- | -------------------- | ---------------- | ---------- |
| P        | Kamaljit Singh       | Pune City        | Svincolato |
| P        | Anuj Kumar           |                  |            |
| P        | Laxmikant Kattimani  | FC Goa           | Definitivo |
| D        | Matthew Kilgallon    |                  | Svincolato |
| D        | Sahil Panwar         | Pune City        | Svincolato |
| D        | Gurtej Singh         | Pune City        | Svincolato |
| D        | Asish Rai            | Indian Arrows    | Definitivo |
| D        | Keenan Almeida       | Pune City        | Svincolato |
| D        | Abhash Thapa         | Real Kashmir     | Definitivo |
| D        | Tarif Akhand         | Chennai City     | Definitivo |
| C        | Rafa                 | Rayo Majadahonda | Svincolato |
| C        | Deependra Negi       | Kerala Blasters  | Definitivo |
| C        | Nikhil Poojari       | Pune City        | Svincolato |
| C        | Néstor Gordillo      | Chennai City     | Definitivo |
| C        | Adil Khan            | Pune City        | Svincolato |
| C        | Marcelinho           | Pune City        | Svincolato |
| C        | Sahil Tavora         | Mumbai City      | Definitivo |
| C        | Faheem Ali           |                  |            |
| C        | Shankar Sampingiraj  | Pune City        | Svincolato |
| C        | Rohit Kumar          | Pune City        | Svincolato |
| C        | Abhishek Halder      | Pune City        | Svincolato |
| C        | Deependra Negi       |                  | Svincolato |
| A        | Robin Singh          | Pune City        | Svincolato |
| A        | Marko Stanković      | Pune City        | Svincolato |
| A        | Bobô                 |                  | Svincolato |
| A        | Laldanmawia Ralte    |                  | Svincolato |
| A        | Mohammad Yasir       | Pune City        | Svincolato |
| A        | Jakob Vanlalhlimpuia | Pune City        | Svincolato |
| A        | Gani Ahamed Nigam    | Gokulam Kerala   | Definitivo |
| A        | Giles Barnes         | Colorado Rapids  | Definitivo |

| Cessioni | Cessioni | Cessioni | Cessioni |
| R.       | Nome     | a        | Modalità |
| -------- | -------- | -------- | -------- |

### Mercato invernale
| Acquisti | Acquisti           | Acquisti           | Acquisti   |
| R.       | Nome               | da                 | Modalità   |
| -------- | ------------------ | ------------------ | ---------- |
| P        | Kunzang Bhutia     | Churchill Brothers | Definitivo |
| D        | Souvik Chakrabarti | Mumbai City        | Definitivo |
| D        | Dimple Bhagat      |                    | Svincolato |
| C        | Ajay Chhetri       | Bengaluru          | Prestito   |
| A        | Liston Colaco      | FC Goa             | Definitivo |

| Cessioni | Cessioni             | Cessioni      | Cessioni   |
| R.       | Nome                 | a             | Modalità   |
| -------- | -------------------- | ------------- | ---------- |
| P        | Anuj Kumar           | Indian Arrows | Prestito   |
| D        | Tarif Akhand         | Chennai City  | Prestito   |
| D        | Keenan Almeida       | Mumbai City   | Prestito   |
| A        | Robin Singh          | Real Kashmir  | Prestito   |
| A        | Jakob Vanlalhlimpuia |               | Svincolato |

## Risultati

### Indian Super League
| Arbitro: | Bora U. |

|                                                         |           |  |
| Williams 26’, 44’ Roy Krishna 28’ Edu García 88’, 90+5’ | Marcatori |  |

| Arbitro: | Nagvenkar T. |

|                                                          |           |                  |
| Farukh Choudhary 34’ Aniket Jadhav 62’ Sergio Castel 75’ | Marcatori | 45+1’ Marcelinho |

| Arbitro: | Ramachandra V. |

|                                           |           |                           |
| Marko Stanković 54’ (Rig.) Marcelinho 81’ | Marcatori | 34’ Rahul Kannoly Praveen |

| Arbitro: | Thakur O. P. |

|  |           |                                 |
|  | Marcatori | 86’ (Rig.) Maximiliano Barreiro |

| Arbitro: | Meetei A. |

|                                            |           |                         |
| André Schembri 90+2’ Nerijus Valskis 90+6’ | Marcatori | 90+5’ Matthew Kilgallon |

| Arbitro: | Meetei A. |

|                   |           |                  |
| Robin Singh 90+3’ | Marcatori | 2’ Sunil Chhetri |

| Arbitro: | Bakshi R. |

|  |           |                  |
|  | Marcatori | 68’ Manvir Singh |

| Arbitro: | Al Khudair T. |

|                                                                       |           |                                 |
| Carlos Delgado 27’ Xisco Hernández 41’ Martín Pérez Guedes 71’ (Rig.) | Marcatori | 65’ (Rig.) Bobô 89’ Rohit Kumar |

| Arbitro: | Nathan S. |

|               |           |                            |
| Bobô 39’, 85’ | Marcatori | 16’ (Rig.) 90’ Roy Krishna |

| Arbitro: | Srikrishna C. |

|                      |           |          |
| Modou Sougou 6’, 78’ | Marcatori | 81’ Bobô |

| Arbitro: | Crystal J. |

|                                                                                        |           |          |
| Bartholomew Ogbeche 33’, 75’ Vlatko Drobarov 39’ Raphaël Bouli 45’ Seityasen Singh 60’ | Marcatori | 15’ Bobô |

| Arbitro: | Bakshi R. |

|                |           |                                           |
| Marcelinho 88’ | Marcatori | 40’ Rafael Crivellaro 43’ Nerijus Valskis |

| Arbitro: | Ramachandra V. |

|               |           |                                   |
| Marcelinho 1’ | Marcatori | 15’, 45+4’ (Rig.) Aridane Santana |

| Arbitro: | Kasymov S. |

|                              |           |                          |
| Marko Stanković 90+3’ (Rig.) | Marcatori | 43’ (Rig.) Mohamed Larbi |

| Arbitro: | Nagvenkar T. |

|                |           |  |
| Nishu Kumar 7’ | Marcatori |  |

| Arbitro: | Kumar Gupta R. |

|                                                        |           |                |
| Hugo Boumous 19’, 50’ Ferran Corominas 68’, 87’ (Rig.) | Marcatori | 64’ Marcelinho |

| Arbitro: | Saha R. |

|                     |           |                    |
| Néstor Gordillo 39’ | Marcatori | 90+3’ Sumeet Passi |

| Arbitro: | Mondal P. |

|                |           |                                                               |
| Andy Keogh 35’ | Marcatori | 12’, 41’ Liston Colaco 13’, 88’ Marcelinho 55’ Mohammad Yasir |

### Andamento in campionato
| Giornata  | 1  | 2  | 3 | 4 | 5  | 6  | 7  | 8  | 9  | 10 | 11 | 12 | 13 | 14 | 15 | 16 | 17 | 18 |
| --------- | -- | -- | - | - | -- | -- | -- | -- | -- | -- | -- | -- | -- | -- | -- | -- | -- | -- |
| Luogo     | T  | T  | C | C | T  | C  | C  | T  | C  | T  | T  | C  | C  | C  | T  | T  | C  | T  |
| Risultato | P  | P  | V | P | P  | N  | P  | P  | N  | P  | P  | P  | P  | N  | P  | P  | N  | V  |
| Posizione | 10 | 10 | 9 | 9 | 10 | 10 | 10 | 10 | 10 | 10 | 10 | 10 | 10 | 10 | 10 | 10 | 10 | 10 |

Legenda:

Luogo: C = Casa; T = Trasferta. Risultato: V = Vittoria; N = Pareggio; P = Sconfitta.